# كورت لاندو
كورت لاندو (بالألمانية: Kurt Landau)‏ هو سياسي نمساوي، ولد في 29 يناير 1903 في فيينا في النمسا، وتوفي في 1937 في إسبانيا. حزبياً، نشط في Lenin League ‏ والحزب الشيوعي النمساوي.